# Stimmkreis München-Ramersdorf

Stimmkreise in München (seit 2018)

Der Stimmkreis München-Ramersdorf (Stimmkreis 107) ist ein bayerischer Stimmkreis.
Er besteht aus dem Münchener Stadtbezirken Ramersdorf-Perlach und Trudering-Riem. Bei der Landtagswahl vom 14. Oktober 2018 umfasste der Stimmkreis insgesamt 104.497 Wahlberechtigte.

## Landtagswahl 2023
Zur Landtagswahl 2023 traten folgende Parteien und Direktkandidaten im Stimmkreis München-Ramersdorf an und erzielten folgende Ergebnisse:
| Nr. | Direktkandidat       | Partei           | Erststimmen in % | Gesamtstimmen in % |
| --- | -------------------- | ---------------- | ---------------- | ------------------ |
| 1   | Markus Blume         | CSU              | 34,8             | 34,3               |
| 2   | Susanne Kurz         | GRÜNE            | 22,8             | 23,4               |
| 3   | Rudolf Schabl        | Freie Wähler     | 8,0              | 8,2                |
| 4   | Rene Dierkes         | AfD              | 8,9              | 8,8                |
| 5   | Markus Rinderspacher | SPD              | 13,5             | 12,8               |
| 6   | Kerry Hoppe          | FDP              | 4,4              | 4,6                |
| 7   | Rita Braaz           | LINKE            | 1,6              | 1,6                |
| 8   | Georg Fritsch        | BP               | 0,7              | 0,7                |
| 9   | Beate Fuchs          | ÖDP              | 1,6              | 1,7                |
| 10  | Anja Mebes           | Die PARTEI       | 1,0              | 1,0                |
| 11  | Michael Holzer       | Tierschutzpartei | 1,0              | 1,0                |
| 12  | Simon Klopstock      | V-Partei³        | 0,2              | 0,2                |
| 13  | Benjamin Meindl      | PdH              | 0,4              | 0,4                |
| 14  | -                    | dieBasis         | -                | 0,3                |
| 15  | Daniel Mihalyi       | Volt             | 1,1              | 1,1                |

## Landtagswahl 2018
Zur Landtagswahl am 14. Oktober 2018 gab es im Stimmkreis München-Ramersdorf folgende Ergebnisse:
| Direktkandidat       | Partei               | Erststimmen in % | Gesamtstimmen in % |
| -------------------- | -------------------- | ---------------- | ------------------ |
| Markus Blume         | CSU                  | 30,4             | 30,0               |
| Markus Rinderspacher | SPD                  | 14,0             | 13,4               |
| Jörg Breyer          | Freie Wähler         | 6,9              | 7,0                |
| Susanne Kurz         | GRÜNE                | 24,4             | 24,9               |
| Manfred Krönauer     | FDP                  | 7,1              | 7,3                |
| Moritz Lindenthal    | LINKE                | 3,5              | 3,7                |
| Richard Progl        | BP                   | 1,4              | 1,4                |
| Andreas Meißner      | ÖDP                  | 1,9              | 1,8                |
| Günther Meyer        | Piratenpartei        | 0,6              | 0,6                |
| Iris Wassill         | AfD                  | 7,8              | 7,8                |
| –                    | LKR                  | –                | 0,0                |
| Sabine Ziegler       | mut                  | 0,5              | 0,5                |
| –                    | Die Humanisten       | –                | 0,1                |
| Marie Burneleit      | Die PARTEI           | 0,5              | 0,5                |
| –                    | Gesundheitsforschung | –                | 0,1                |
| Thomas Frank         | Tierschutz           | 0,8              | 0,7                |
| Till Arnold          | V-Partei³            | 0,2              | 0,2                |

Neben dem direkt gewählten Abgeordneten Markus Blume (CSU), der den Stimmkreis seit 2008 im Landtag vertritt, wurde die Kandidatin von Bündnis 90/DIE GRÜNEN Susanne Kurz über die Bezirksliste ihrer Partei in das Parlament gewählt,  ebenso wie der SPD-Kandidat Markus Rinderspacher.

## Landtagswahl 2013
Bei der Landtagswahl am 15. September 2013 waren im Stimmkreis München-Ramersdorf 102.876 Einwohner wahlberechtigt. Die Wahlbeteiligung lag bei 61,5 %. Die Wahl hatte folgende Ergebnisse:
| Direktkandidat       | Partei        | Erststimmen in % | Gesamtstimmen in % | Veränderung der Gesamtstimmen im Vergleich zur Landtagswahl 2008 in % |
| -------------------- | ------------- | ---------------- | ------------------ | --------------------------------------------------------------------- |
| Markus Blume         | CSU           | 43,0             | 42,6               | +5,6                                                                  |
| Markus Rinderspacher | SPD           | 29,5             | 30,9               | +5,2                                                                  |
| Bernd Oostenryck     | GRÜNE         | 8,2              | 8,3                | −3,0                                                                  |
| Johann Altmann       | Freie Wähler  | 5,5              | 5,0                | −0,5                                                                  |
| Mahmut Türker        | FDP           | 4,2              | 4,4                | −6,9                                                                  |
| Laura Schimmel       | LINKE         | 2,4              | 2,2                | −2,8                                                                  |
| Andreas Niedermeier  | BP            | 2,2              | 1,9                | +0,3                                                                  |
| Florian Braig        | Piratenpartei | 2,2              | 2,0                | +2,0                                                                  |
| Günther Hartmann     | ÖDP           | 1,7              | 1,7                | +0,7                                                                  |
| Norbert Kiehnast     | REP           | 1,1              | 0,9                | +0,3                                                                  |
| –                    | Die Freiheit  | –                | 0,2                | +0,2                                                                  |
| –                    | BüSo          | –                | 0,0                | +0,0                                                                  |

## Landtagswahl 2008
Bei der Landtagswahl 2008 waren im Stimmkreis 99.988 Einwohner wahlberechtigt. Die Wahlbeteiligung betrug 56,5 %. Die Wahl hatte folgendes Ergebnis:
| Direktkandidat       | Partei       | Erststimmen in % | Gesamtstimmen in % | Veränderung der Gesamtstimmen im Vergleich zur Landtagswahl 2003 in % |
| -------------------- | ------------ | ---------------- | ------------------ | --------------------------------------------------------------------- |
| Markus Blume         | CSU          | 37,6             | 36,9               | - 16,4                                                                |
| Markus Rinderspacher | SPD          | 25,6             | 25,7               | - 2,5                                                                 |
| Ralf Schumacher      | GRÜNE        | 10,7             | 11,3               | + 2,3                                                                 |
| Johann Altmann       | Freie Wähler | 6,0              | 5,5                | + 4,4                                                                 |
| Mahmut Türker        | FDP          | 10,9             | 11,4               | + 7,9                                                                 |
| Philipp Tetzner      | REP          | 0,6              | 0,6                | - 0,7                                                                 |
| Günther Hartmann     | ödp          | 1,0              | 1,0                | - 0,1                                                                 |
| Thomas Jilg          | BP           | 1,7              | 1,6                | + 0,8                                                                 |
| -                    | BüSo         | -                | 0,0                | - 0,2                                                                 |
| -                    | BB           | -                | -                  | 0,0                                                                   |
| Natascha Eichner     | LINKE        | 4,9              | 4,9                | + 4,9                                                                 |
| Michael Gehr         | VIOLETTE     | 0,3              | 0,3                | + 0,3                                                                 |
| Karl Richter         | NPD          | 0,8              | 0,7                | + 0,7                                                                 |
| -                    | RRP          | -                | -                  | -                                                                     |

## Landtagswahl 2003
Bei der Wahl am 21. September 2003 errang Heinrich Traublinger (CSU) das Direktmandat im Stimmkreis 107 mit 51,4 Prozent der Erststimmen. Nächstplatzierter war der SPD-Direktkandidat Hermann Memmel mit 31,4 Prozent der Erststimmen. Bei den Gesamtstimmen des Stimmkreises (Erst- und Zweitstimmen zusammen) erreichte die CSU 53,3 Prozent, die SPD 29,5 Prozent, Grüne 9,1 Prozent und die FDP 3,4 Prozent.

## Landtagswahl 1998
Bei der Landtagswahl 1998 erzielte die CSU im Stimmkreis 51,0 Prozent der Gesamtstimmen (Erst- und Zweitstimmen zusammen), die SPD 32,2 Prozent, Grüne 6,9 Prozent und die FDP 2,2 Prozent.